# Prevodni pas
Prevodni pas je energijski pas elektronov, ki bi pri absolutni ničli ležal nad valenčnim pasom. Med valenčnim in prevodnim pasom je energijska reža (vrzel) ali prepovedani pas v katerem ni elektronov. Elektroni pri povišani temperaturi prehajajo iz valenčnega pasu v prevodni pas (če imajo dovolj energije za preskok skozi prepovedani pas)
Na naslednji sliki je prikazan položaj prevodnega pasu v kovinah, polprevodnikih in v izolatorjih.